# Solaia antonellae
Solaia antonellae är en skalbaggsart som beskrevs av Gianfranco Sama 2003. Solaia antonellae ingår i släktet Solaia och familjen långhorningar. Inga underarter finns listade i Catalogue of Life.